# 岩田覚
岩田 覚（いわた さとる）は、日本の数学者、数理工学者。東京大学大学院情報理工学系研究科数理情報学専攻教授。専門は数理工学、特に離散最適化とその応用。

## 略歴
1991年3月 東京大学工学部計数工学科卒業。1993年3月 東京大学大学院工学系研究科計数工学専攻修士課程修了。1994年4月 京都大学数理解析研究所助手、1996年3月 京都大学より論文博士として博士（理学）の学位を取得。1997年4月 大阪大学大学院基礎工学研究科講師、同助教授を経て、2000年4月東京大学大学院情報理工学系研究科数理情報学専攻助教授。2006年4月 京都大学数理解析研究所助教授、2008年4月 同教授を経て、2013年2月より現職。2020年11月から北海道大学化学反応創成研究拠点特任教授を兼ねている。
数理工学全般における基礎的諸問題の解決をテーマとし、特に離散最適化とその工学的応用である離散数理工学を研究して、数々の業績をあげている。

## 受賞および講演歴
- 1997年 情報処理学会 山下記念研究賞
- 1999年 計測自動制御学会 論文賞
- 2001年 日本OR学会 文献賞
- 2002年 日本IBM科学賞
- 2003年 ファルカーソン賞（Fulkerson Prize）アメリカ数学会
- 2007年 文部科学大臣表彰 若手科学者賞
- 2010年 ICM 2010 ハイデラバード 招待講演者[5]
- 2017年 Best Paper Award, STOC 2017